# Грин, Майк (хоккеист, 1985)
Майкл (Майк) Дэвид Грин (англ. Michael David Green; 12 октября 1985, Калгари, Альберта, Канада) — канадский хоккеист, защитник. В период с 2007 по 2010 гг. являлся одним из наиболее часто атакующих защитников в лиге.

## Карьера игрока

### Ранние годы
Грин начинал свою хоккейную карьеру в Калгари, играя за юниорскую команду "Саскатун Блэйдз" в Западной хоккейной лиге в течение пяти полных сезонов. За свой последний в этой команде сезон 2003-04 он набрал 39 очков и забил 14 голов.

### Клубная карьера
Грин был выбран «Вашингтон Кэпиталз» на драфте НХЛ 2004 года в 1 раунде под общим 29-м номером.
Сезон 2005-06 он отыграл за фарм-клуб "Херши Беарс" из Американской хоккейной лиги (АХЛ), время от времени  привлекаясь для матчей за "Кэпиталз". 3 февраля 2006 года Майк забил свой первый гол в НХЛ в ворота Эда Бельфора из "Торонто Мэйпл Лифс". В 22 играх за "Вашингтон Кэпиталз" в том сезоне он заработал 3 очка.
В следующем сезоне Грин принял участие в Матче молодых звезд НХЛ, играя за Восточную конференцию. В этом матче он совершил 3 голевые передачи, несмотря на ушиб ноги.
Не сыграв 25 игр в прошлом сезоне, чтобы квалифицироваться как новичок, Грин сделал это в сезоне 2006-07. Он завершил свой второй сезон за "Вашингтон Кэпиталз" с 12 очками в 70 играх и в то же время провел 12 матчей за "Херши Беарс" в АХЛ.
В сезоне 2007-08 Майк Грин стал атакующим защитником молодого и талантливого звена "Вашингтон Кэпиталз", которое включало форвардов Александра Овечкина, Александра Сёмина и Никласа Бекстрёма. Хоккеист получил прозвище "Game Over", которое появилось благодаря радиодиктору Джо Бенинати, когда в одном из матчей Майк забил победную шайбу на последних минутах третьего периода в овер-тайме. С тех пор голы на последних минутах третьего периода и в овер-таймах стали для Грина обычным явлением.
Сезон он закончил с 56 очками и 18 забитыми шайбами, 4 из которых оказались решающими.
В том сезоне "Кэпиталз" впервые с 2003 года вышли в плей-офф. 11 апреля 2008 года на своей первой в карьере игре плей-офф в НХЛ против "Филадельфия Флайерз" Грин сравнял счет, забив в начале третьего периода две шайбы - 4:4. Известный своим очень мощным щелчком, Грин нанес удар от синей линии по шайбе, которая пришлась в защитную "ракушку" форварда "Филадельфия Флайерз" Патрика Торесена. "Выстрел" оказался настолько сильным, что даже защитная амуниция не спасла норвежского форварда: удар сломал "ракушку" и почти разорвал яичко. В том эпизоде судьи не остановили игру, и через несколько секунд Грин сравнял счет в матче. После игры Майк навещал Патрика с больнице. В третьей игре серии, 15 апреля, Грин сделал "хет-трик Горди Хоу" (гол, передача и драка), но "Кэпиталз" проиграли - 3:6. После седьмой игры "Вашингтон Кэпиталз" выбыли из плей-офф.
По итогам сезона Грин вошёл в команду Всех звезд НХЛ вместе с одноклубником Александром Овечкиным. В конце года Майк подписал с "Кэпиталз" четырёхлетний контракт на сумму $ 5,25 млн.
14 февраля 2009 года хоккеист установил рекорд для защитников, поразив ворота соперника в восьми играх подряд. Предыдущий рекорд - 7 игр подряд с забитыми шайбами - принадлежал защитнику «Бостон Брюинз» Майклу О’Коннеллу и был установлен в сезоне 83/84.
Сезон 2009-10 Грин завершил с наивысшим показателем в своей карьере - 76 очков. В течение следующих двух сезонов он пропустил множество игр из-за травм.
16 июля 2012 года Майк подписал с "Кэпиталз" новый трехлетний контракт на сумму $18,25 млн.
По итогам сезона 2012-13 Майк Грин стал самым "забивающим" защитником НХЛ - 12 шайб.
В январе 2014 года Майк Грин, оформивший дубль в матче с «Баффало Сейбрз», забросил свою 100-ю шайбу в НХЛ. Последние четыре матча команды в регулярном чемпионате НХЛ защитник пропустил из-за перелома ребра.
Грин является 5-м бомбардиром-защитником в истории «Вашингтон Кэпиталз».
За регулярный сезон 2014-15 хоккеист набрал 45 (10+35) очков в 72 играх.
По окончании сезона 2014-15 «Вашингтон Кэпиталз» не стал продлевать контракт с канадским защитником, в результате чего Майк Грин стал неограниченным свободным агентом. В день открытия рынка свободных агентов 1 июля 2015 года канадец заключил соглашение с клубом НХЛ «Детройт Ред Уингз» сроком на 3 года и стоимостью $18 млн.
По окончании контракта летом 2018 года продлил контракт с «Детройтом» ещё на 2 года с годовым окладом $ 5,375 млн.
Грин был обменян в «Эдмонтон Ойлерз» в сезоне 2019-20.  Сыграв 2 матча, Майк получил очередную травму. Из-за эпидемии коронавируса сезон был остановлен. Защитник отказался от участия в плей-офф Кубка Стэнли, после чего объявил о завершении карьеры.

### Международная карьера
Грин дебютировал в составе сборной Канады на Чемпионате мира 2008. Он заработал 12 очков в 8 играх и вместе со сборной завоевал серебряную медаль чемпионата, уступив сборной России в овертайме. Включен в символическую сборную турнира.
В сезоне 2013-14 его показатели игры снизились, и Майк не попал в заявку сборной Канады на Олимпийские игры в Сочи 2014 года.

## Достижения
- Участник матча молодых звёзд НХЛ (2007).
- 14 февраля 2009 года установил рекорд для защитников, поразив ворота соперника в восьми играх подряд.
- Дважды был номинирован на приз «Джеймс Норрис Трофи».
- Участник матча звёзд НХЛ (2018).

## Статистика
| Легенда | Легенда                    | Легенда | Легенда                   | Легенда | Легенда    |
| ------- | -------------------------- | ------- | ------------------------- | ------- | ---------- |
| И       | Количество проведённых игр | Штр     | Штрафное время            | +/−     | Плюс-минус |
| Г       | Голы                       | П       | Голевые передачи          | О       | Очки       |
| -       | Статистика неизвестна      | —       | Статистика не учитывалась |         |            |

## Личная жизнь
Летом 2014 года Майк Грин женился на своей подруге Кортни Перри.